# Dos Pilas
Dos Pilas è un sito archeologico costruito dalla civiltà Maya, situato nell'odierno dipartimento di Petén, in Guatemala. La città venne fondata per assistere la grande potenza locale situata a Tikal nel 629. Il re di Tikal mise il proprio fratello sul trono della nuova città per controllare la via del commercio presso il fiume La Pasión . L'alleanza portò a grandi conquiste e al saccheggio di Itzan, Arroyo de Piedra e Tamarindito. Dos Pilas e una città vicina, Aguateca, diventarono le capitali gemelle di un'unica dinastia di governatori.
Dos Pilas in seguito si alleò con Calakmul, città nemica di Tikal, tramite un matrimonio, diventando sua città vassallo. Il re iniziò una lunga guerra che portò al saccheggio di Tikal. 
In seguito a una campagna di conquista e alla caduta di Seibal, Dos Pilas diventò una maggiore potenza regionale. Il conflitto nella regione fece destabilizzare il potere, e con la caduta di Calakmul la città di Dos Pilas diventò la prima città dell'età classica ad essere abbandonata intorno al 760.
I seguenti monarchi regnarono a Dos Pilas:
- Balaj Chan K'awiil ("Re 1") circa 648 - 698
- Itzamnaaj K'awiil ("Re 2") 698 - 726
- "Re 3" 727 - 741
- K'awiil Chan K'inich ("Re 4") 741 - 761

## Galleria d'immagini

### Bassorilievi delle stele

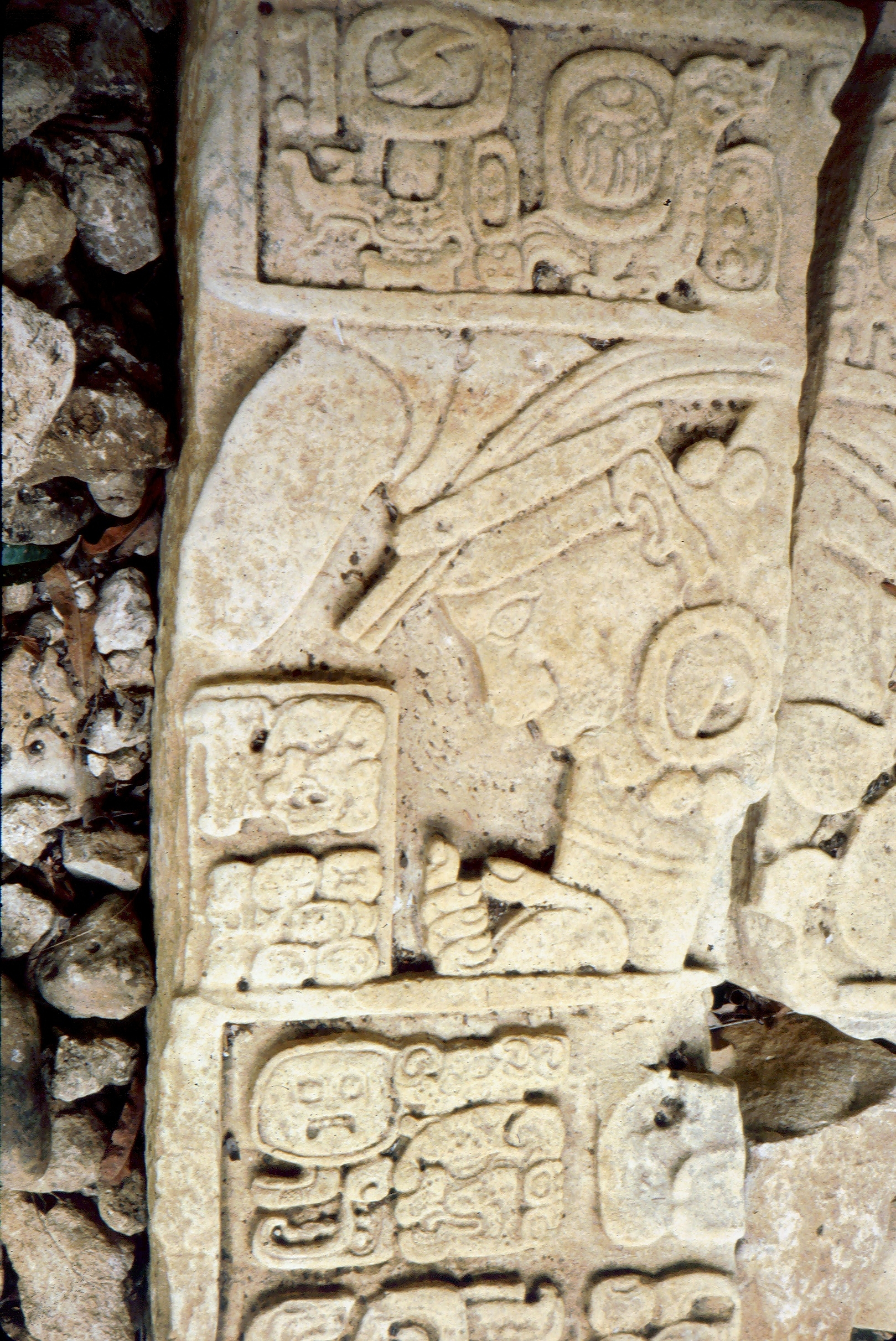
Stele 16
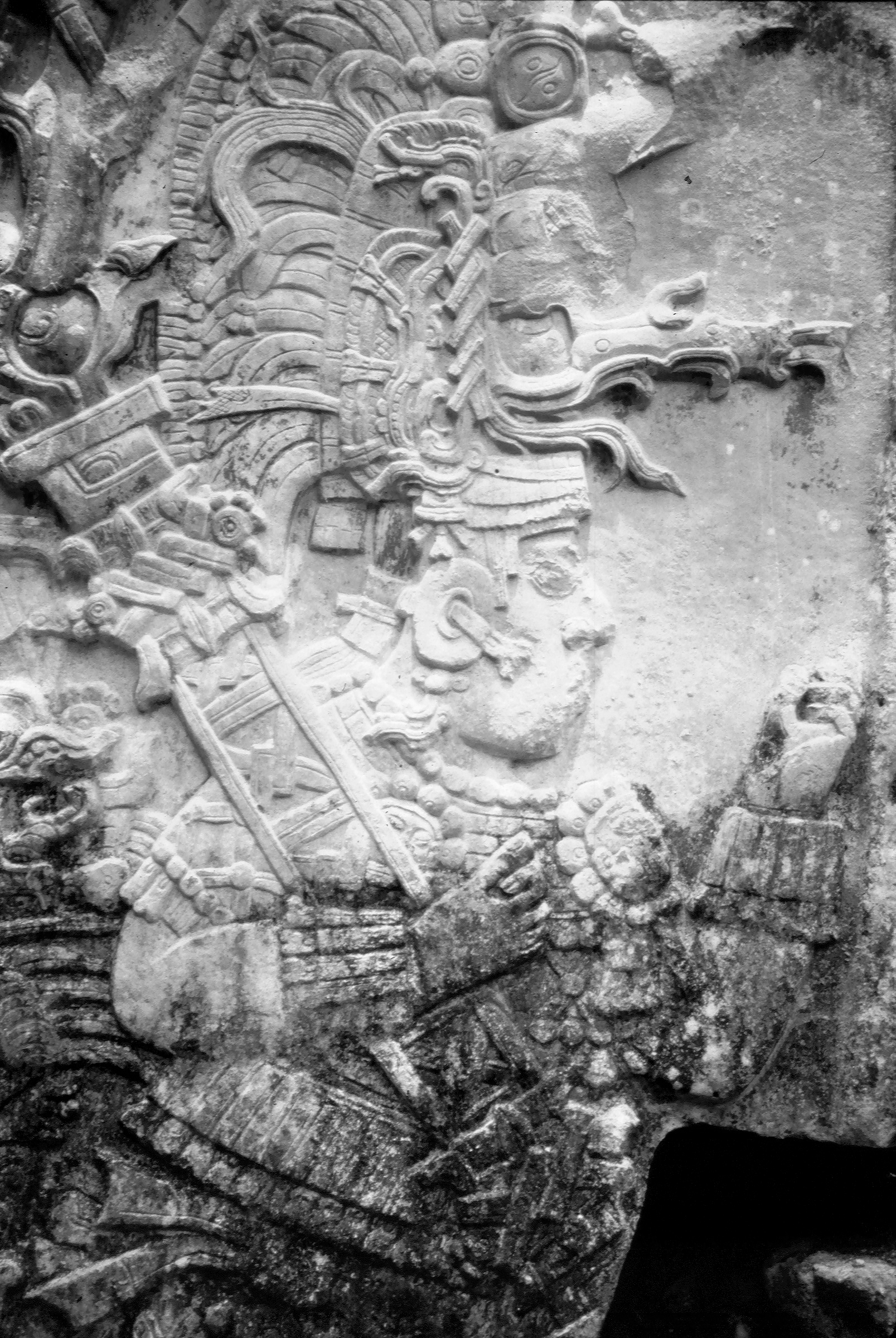
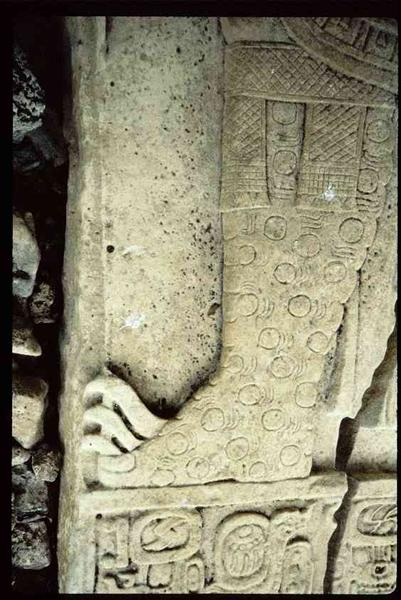
Stele 5
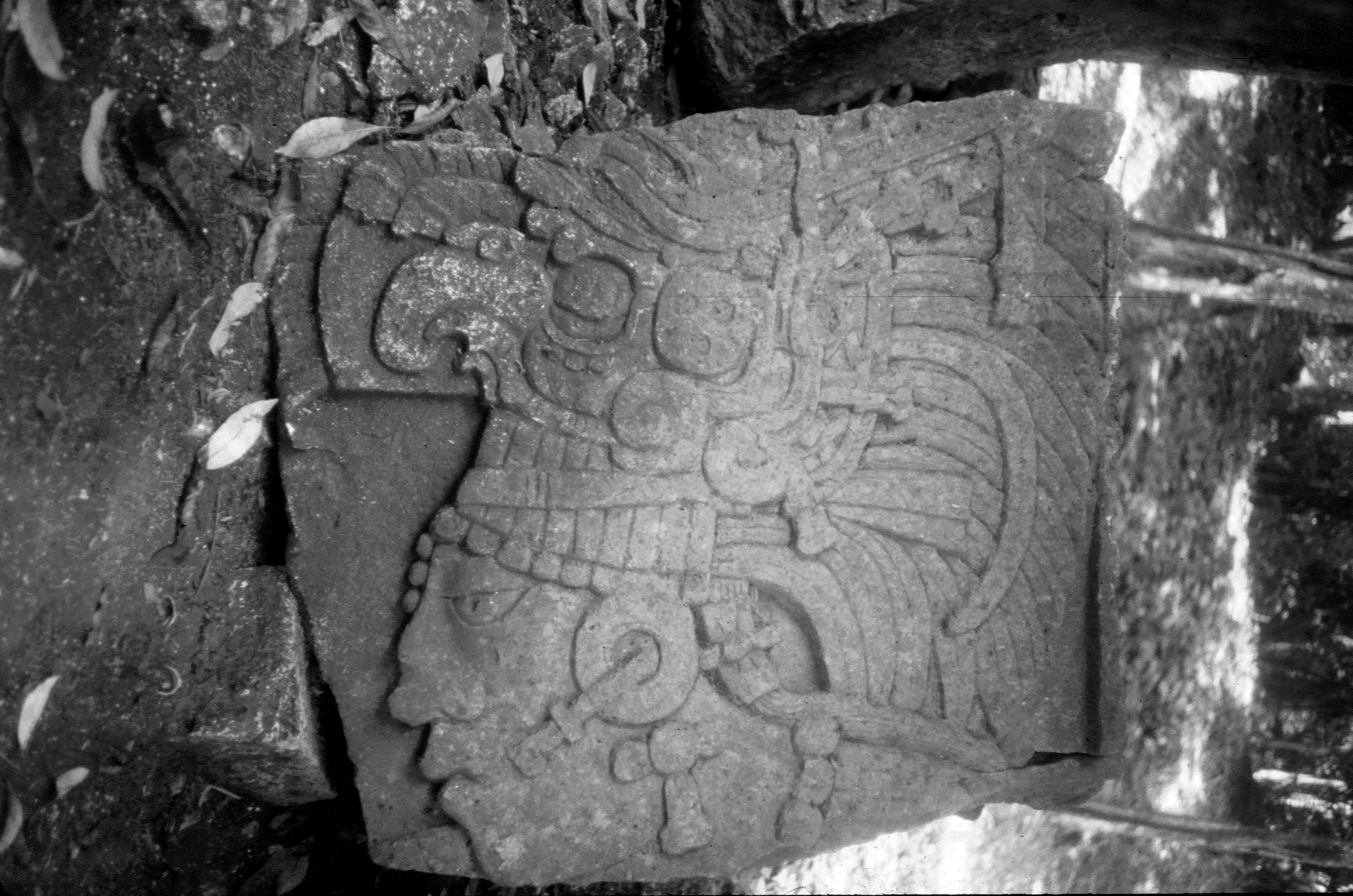
Itzamnaaj K'awiil
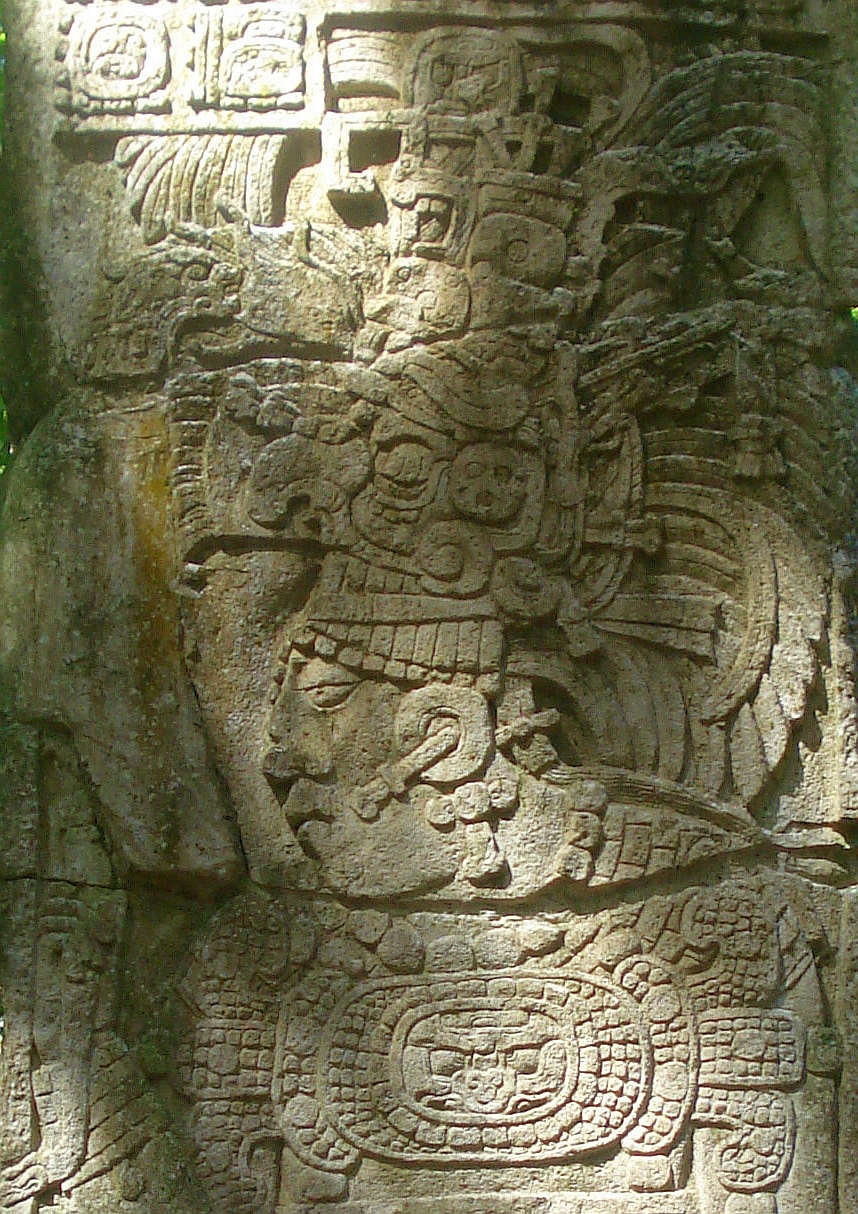

## Fonti
- Demarest, Arthur A., The Petexbatun Regional Archaeological Project: A Multidisciplinary Study of the Maya Collapse, ISBN 978-0-8265-1520-9 : Fahsen, Federico, 2002, Rescuing the Origins of Dos Pilas Dynasty: A Salvage of Hieroglyphic Stairway #2, Structure L5-49 sito famsi.org
- Houston, Stephen D., 1993, Hieroglyphs and History at Dos Pilas: Dynastic Politics of the Classic Maya, ISBN 0-292-73855-2
- Mathews, Peter, 1991, Classic Maya Political History: Hieroglyphic and Archaeological Evidence, ISBN 0-521-39210-1
- David Salisbury, Mimi Koumenalis e Barbara Moffett, 2002, Newly revealed hieroglyphs tell story of superpower conflict in the Maya world PDF